# Calasparra
Calasparra är en kommun i Spanien.  Den ligger i den autonoma regionen Murcia i södra delen av landet, 300 km sydost om huvudstaden Madrid. Antalet invånare är 10 286 (2024).